# Bergvattnet, Lappland
Bergvattnet är en sjö i Åsele kommun i Lappland och ingår i Ångermanälvens huvudavrinningsområde. Sjön har en area på 0,142 kvadratkilometer och ligger 343,2 meter över havet.

## Delavrinningsområde
Bergvattnet ingår i det delavrinningsområde (710399-155633) som SMHI kallar för Mynnar i Kultran. Medelhöjden är 407 meter över havet och ytan är 9,39 kvadratkilometer. Det finns inga avrinningsområden uppströms utan avrinningsområdet är högsta punkten. Vattendraget som avvattnar avrinningsområdet har biflödesordning 3, vilket innebär att vattnet flödar genom totalt 3 vattendrag innan det når havet efter 174 kilometer. Avrinningsområdet består mestadels av skog (78 procent). Avrinningsområdet har 0,14 kvadratkilometer vattenytor vilket ger det en sjöprocent på 1,5 procent.